# 曼陀峠
曼陀峠（まんだとうげ）は、徳島県三好市池田町佐野と香川県観音寺市大野原町井関の境界にある香川県道・徳島県道8号観音寺佐野線の峠。標高約550m。

## 地理
徳島県三好市池田町佐野と香川県観音寺市大野原町井関の境にある峠。讃岐山脈を越えて阿讃を結ぶ峠の中で最西端に位置する。峠を横切って、四国八十八か所の三角寺から雲辺寺に通じる遍路道があり、かつては峠に小さな庵や茶店もあった。
1963年（昭和38年）1月に峠の下に曼陀トンネルが完成。当初は有料道路として開業し、1975年（昭和50年）に全線無料化され、西讃と徳島、高知を結ぶ観光ルートとして利用された。現在は香川県道・徳島県道8号観音寺佐野線として2車線の道路が通じている。またトンネルの香川県側からは、雲辺寺に通じる車道が尾根伝いに通る。旧遍路道にあった石仏は、現在は野菜畑の一隅に散見する。